# قوبيون سالامانسا
قوبيون سالامانسا (الاسم العلمي:  Gobius salamansa) هو نوع من أنواع الأسماك البحرية التي تتبع جنس القوبيون من الفصيلة القوبيونية. يعرف عن هذا النوع من أسماك القوبيون أنه يتواجد فقط في خليج سالامانسا في شمال جزيرة ساو فيسنتي، الرأس الأخضر، حيث يعيش في الأعماق التي تصل إلى حوالي 1 متر (3.3 قدم). تم وصف وتسمية هذه النوع من أنواع أسماك القوبيون؛ على يد صموئيل ب.اغليسياس، ولو فروتي في عام 2015. يشير الاسم العلمي لنوع أسماك القوبيون هذه، salamansa ومعناه سالامانسا؛ إلى موقع عيشها وتواجدها.